# Fabien Jarsalé
Fabien Jarsalé (* 20. August 1990 in Vannes) ist ein französischer Fußballspieler.

## Vereinskarriere
Jarsalé begann das Fußballspielen bei einem Verein aus Muzillac, ehe er 2002 in die Jugendabteilung des OC Vannes aufgenommen wurde, der 2008 erstmals in die zweite Liga aufstieg. Noch in der ersten Zweitligasaison des Vereins kam der Spieler mit 18 Jahren zu seinem Debüt in der Liga, das zugleich sein Profidebüt darstellte, als er am 29. Mai 2009 und damit dem letzten Spieltag beim 1:1 gegen Clermont Foot von Beginn an auf dem Platz stand. Für die darauffolgende Spielzeit wurde er mit einem Profivertrag ausgestattet, spielte aber weiterhin lediglich unregelmäßig für die erste Elf. Im Verlauf der Saison 2010/11 konnte er sich hingegen im Team etablieren, auch wenn er dabei den Abstieg in die dritte Liga hinnehmen musste.
Nach dem Abstieg blieb der Spieler Vannes treu, bis er 2013 im Drittligakonkurrenten SR Colmar einen neuen Arbeitgeber fand. Dort blieb er jedoch nur für ein Jahr und schloss sich anschließend dem Viertligisten Stade Bordelais aus Bordeaux an.

## Nationalmannschaft
Nach seinem vereinsinternen Durchbruch bei Vannes wurde Jarsalé im Juni 2011 in die französische U-20 berufen, für die er am 4. Juni bei einem 4:0 gegen China debütierte und den letzten Treffer der Partie erzielte. Er nahm an einer Reihe von Freundschaftsspielen teil, sodass er bis zum 10. Juni 2011 insgesamt vier Länderspiele für die U-20-Auswahl verbucht hatte. Er wurde allerdings weder für die im Juli und August des Jahres stattfindende U-20-WM berücksichtigt noch konnte er weitere Spiele im Nationaltrikot absolvieren.

## Webarchiv
- Fabien Jarsalé in der Datenbank der Fédération Française de Football (französisch)